# ثعبان سام

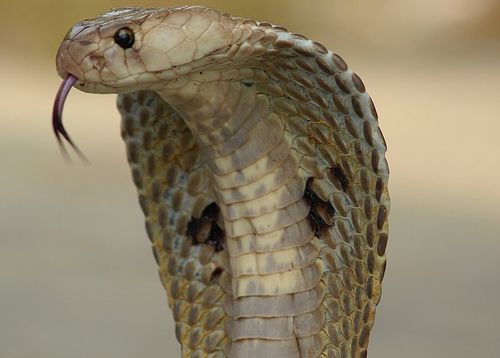
كوبرا هندية (ناجا ناجا)، واحدة من أشهر الثعابين السامة في العالم.

الثعابين السامة، هي الثعابين التي لديها غدد سمية وأسنانها متخصصة لحقن السم. والثعابين السامة هي أفراد فصائل عرابيد، أفعويات وAtractaspididae (وكذلك بعض أفراد Colubridae) هي أكثر الثعابين سمية.

## الوصف
للأفعى السامَّة زوج من الأنياب الطويلة المجوفة في الفك العلوي. وللعديد من الأفاعي السامَّة تجويف عميق على جانب الرأس، أدنى قليلاً من العين وأمامها. وأكثر من نصف الأفاعي السامَّة لها تجويف. وتُسمى الأفعى التي بها مثل ذلك التجويف الأفعى السامة ذات التجويف أو الأفعى الحضرية السامة. والأفعى التي ليس بها مثل ذلك التجويف تسمى أفعى سامة حقيقية.
ويتكون سم الأفاعي السامَّة في غدد خاصة، ثم تحمله بعد ذلك الأنياب إلى داخل جسم الضحية بمثل الطريقة التي تحقن بها الإبرة المصل. وجميع الأفاعي السامَّة يمكن أن تكون خطرة على الإنسان، لكن الأنواع الصغيرة منها نادرًا ماتقتل إنسانًا بلدغتها. وبعض الأنواع من الأفاعي السامة الضخمة غير مؤذية ولاتلدغ إلا إذا أُثيرت.
وللأفاعي السامَّة رأس أعرض بكثير من العُنق، ولها عيون مثل عيون القطط. ولأن معظم الثعابين لها هذا الشكل، لذلك لايمكن معرفة الأفاعي السامَّة ذات الجسم المكتنز والذيل القصير.
وفي الأفعى السامة ذات التجويف، نجد أن التجويف الوجهي موصول بالدماغ بوساطة عصب متطور. وهذا العصب حساس جدًا للحرارة مما يساعد الأفعى السامة ذات التجويف على تحديد مكان فريستها ذات الدم الحار.
والأفعى السامَّة العادية هي النوع الوحيد السام بين الزواحف في بريطانيا وأوروبا الشمالية. وهناك أنواع أخرى من الأفاعي السامة العادية، هي أفعى الجابون والأفعى النافثة (الأربد) الإفريقية وأفعى روسيل في آسيا وجزر الهند الشرقية. ومعظم الأفاعي السامة الحقيقية تحمل صغارها.
تشتمل الأفاعي ذات التجويف على الأفعى الجرسية التي تعيش ما بين جنوب كندا إلى الأرجنتين، وسيدة الأدغال، والسنان، التي تعيش في أمريكا الاستوائية. والواقع أن الأفعى سيدة الأدغال هي الوحيدة التي تضع البيض، أما الأخرى ات، فهي تحمل صغارها.

## التواجد
تعيش الأفاعي السامة الحقيقية في كل من أفريقيا وأوروبا وآسيا وجزر الهند الشرقية. كما تعيش الأفعى السامة ذات التجويف في الأمريكتين وجزر الهند الشرقية وأوروبا في الشرق الأدنى من نهر الفولجا. ومن كل 100 ثعبان، هناك نحو ثماني أفاعٍ سامَّة.

## أكثر الثعابين سمية
من أكثر الثعابين سمية نجد الكوبرا والأفعى المجلجلة والمامبا السوداء و أفعى أم الجنيب·

## فصائل الثعابين السامة
Over 600 species are known to be venomous—about a quarter of all snake species. The following table lists some major species.
| الفصيلة                          | الوصف |  |
| -------------------------------- | --- |  |
| Atractaspididae (atractaspidids) | Burrowing asps, mole vipers, stiletto snakes.                                                                                                 |  |
| Colubridae (colubrids)           | Most are harmless, but others have toxic saliva and at least five species, including the boomslang (حية الشجر), have caused human fatalities. |  |
| عرابيد (elapids)                 | غيدقاواتs, Taipans, Brown snakes, رحة, غضوب, King Cobra, Mambas, Cobras.                                                                      |  |
| أفعويات (viperids)               | أفعاوات and أفعى الحفر, including صنجية and ذو الأسنان الشصية.                                                                                |  |